# William A. Wallace

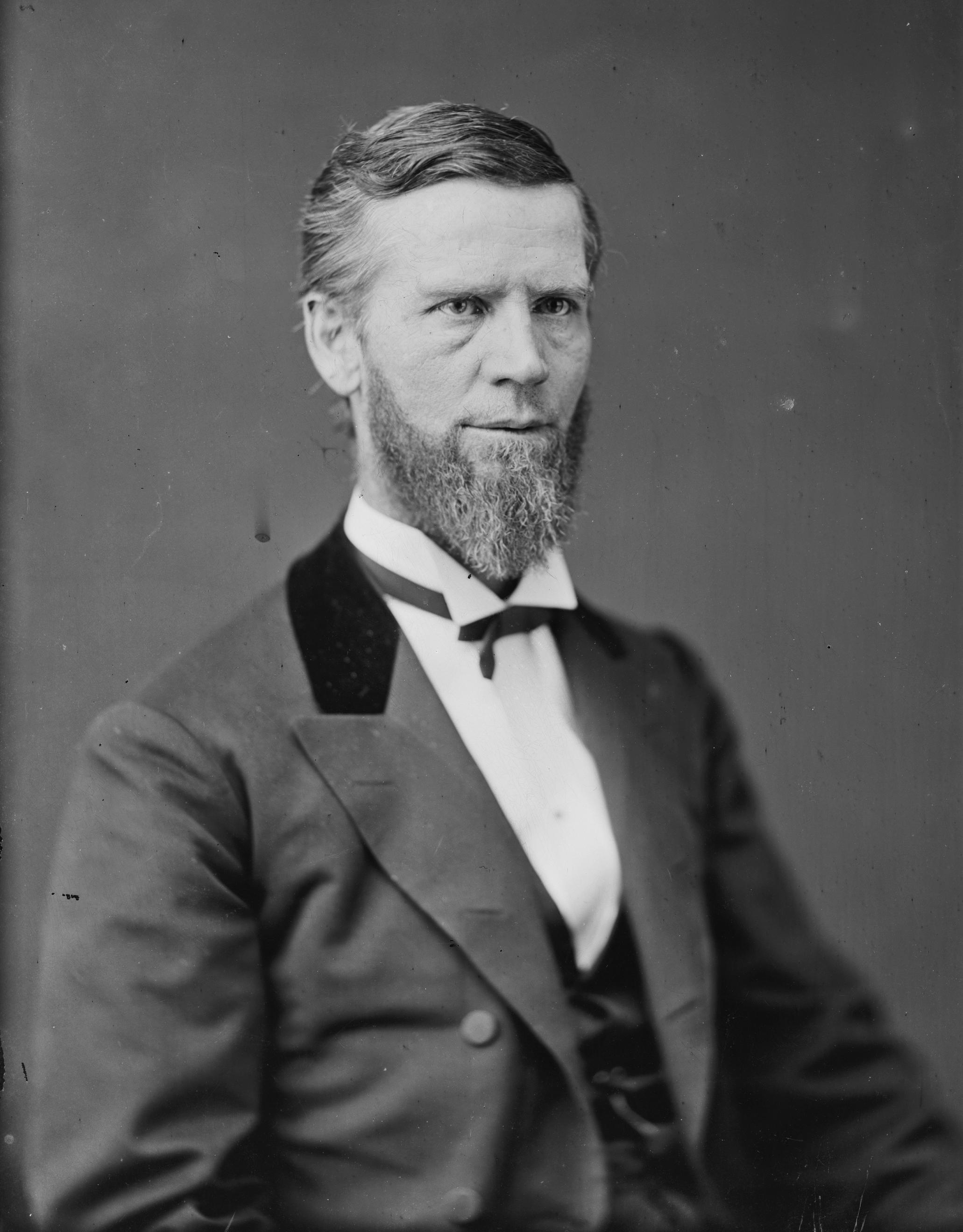
William A. Wallace

William Andrew Wallace, född 28 november 1827 i Huntingdon, Pennsylvania, död 22 maj 1896 i New York, New York, var en amerikansk demokratisk politiker. Han representerade delstaten Pennsylvania i USA:s senat 1875–1881.
Wallace studerade juridik och inledde sin karriär som advokat i Clearfield. Han var ledamot av delstatens senat 1863–1875 och 1882–1887.
Wallace efterträdde 1875 John Scott som senator för Pennsylvania. Han kandiderade till omval efter en mandatperiod i senaten men besegrades av republikanen John I. Mitchell. Wallaces senare affärsintressen omfattade kolbrytning, speciellt bitumen i området kring Clearfield, samt järnvägsbranschen. Han var verkställande direktör för järnvägsbolaget Beech Creek Railroad. 
Wallaces grav finns på Hillcrest Cemetery i Clearfield.